# Château-Chalon
Château-Chalon är en kommun i departementet Jura i regionen Bourgogne-Franche-Comté i östra Frankrike. Kommunen ligger i kantonen Voiteur som tillhör arrondissementet Lons-le-Saunier. År 2022 hade Château-Chalon 146 invånare.

## Befolkningsutveckling
Antalet invånare i kommunen Château-Chalon
Referens:INSEE